# Kai Kramosta

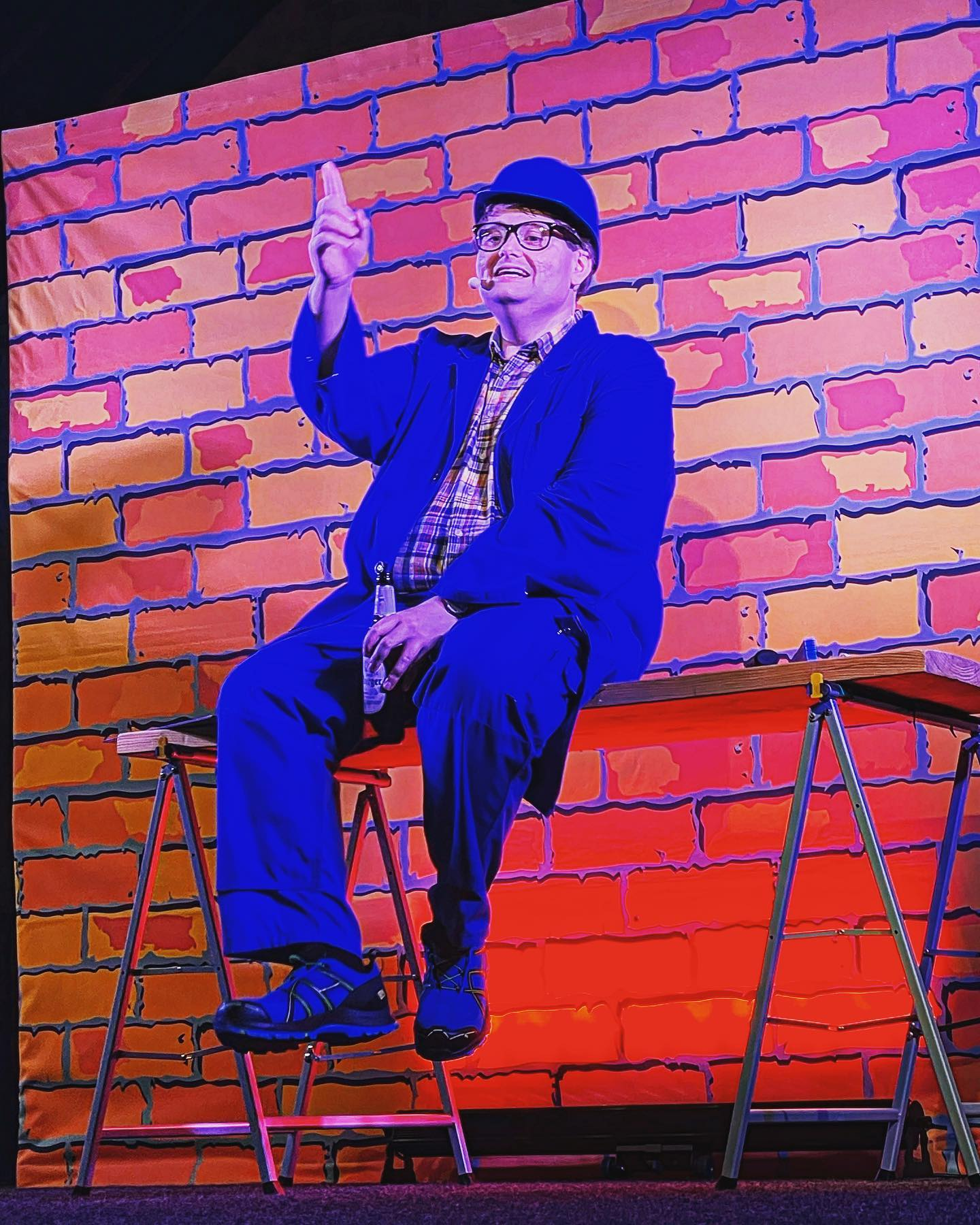
Kai Kramosta als Handwerker Peters (2022)

Kai Kramosta (* 3. Mai 1984 in Andernach) ist ein deutscher Komiker, Schauspieler und Autor, der vor allem durch seine Verkörperung der Kunstfigur Handwerker Peters (HP genannt) bekannt wurde.

## Werdegang
Kramosta wuchs im rheinland-pfälzischen Nickenich in der Eifel auf und besuchte das Kurfürst-Salentin-Gymnasium, wo er sein Abitur machte. Nach dem Zivildienst in Andernach studierte er Germanistik und katholische Theologie auf Lehramt an der Universität Koblenz-Landau; das Studium schloss er 2009 erfolgreich ab. Seine Examensarbeit über Karl May wurde beim IFB-Verlag publiziert.
Seit 2010 ist er hauptberuflich als Comedian unterwegs. Ab seinem 13. Lebensjahr trat er im rheinischen Karneval auf und folgte 2011 dem Ruf nach Köln, wo ihn das Festkomitee Kölner Karneval entdeckte und förderte. Fernsehauftritte hatte er unter anderem bei ARD, WDR und SWR. Er ist zudem der Erfinder der „Handwerker-Comedy“ und verarbeitet dies in seiner Kunstfigur HP – Handwerker Peters. Dank einer Magenbypass-Operation nahm er 2022 65 Kilogramm ab.

## Figuren, Bühnenprogramme und Projekte
- Im Kölner und rheinischen Karneval trat Kramosta von 2010 bis 2020 mit dem Zusatz Ein Pfundskerl auf. Seit der Session 2022/23 verkörpert er in der „fünften Jahreszeit“ als Büttenredner nur noch den Handwerker Peters.
- Von 2004 bis 2006 konzeptionierte und moderierte er auf MYK-TV (Mayen-Koblenz-TV) die Late-Night-Show Restposten, in der Jugendthemen aufgearbeitet wurden (z. B. nahm Kai Kramosta an einem Casting für die RTL-Sendung Jugendgericht teil oder interviewte einen Polizeischüler).
- Kai Kramosta ist als Autor für Radio- und Fernsehproduktionen tätig (u. a. für SWR3 und Constantin Entertainment).
- Von 2010 bis 2015 gastierte Kramosta mit seinem abendfüllenden Kabarettprogramm Runde Sache – ein Pfundskerl live auf Kleinkunstbühnen.[7] Dort parodierte er u. a. gewichtige Prominente wie  Reiner Calmund[8] oder Ottfried Fischer[9].
- 2013 entwickelte er für den Radiosender SWR3 die Figur „Der Eifelhandwerker“.[10] Dieser erzählt in dialektal geprägter Sprache von seinem leutseligen Lebenskosmos und alltäglichen Bauwahnsinn. Dies wurde seine bekannteste Rolle und er nannte sie in HP – Handwerker Peters um.[6]
- 2014 erschien die Audiosketchreihe Der Eifelkoch – Kräftiges und Deftiges aus der Vulkanküche.[11]
- Von 2014 bis 2018 spielte er die Rolle des schönen Siegesmund in Servus Peter, ein Musical über Peter Alexander.[12]
- Im März 2016 feierte er die Premiere seines zweiten Kabarettprogramms Normal müsste das halten – Handwerker-Comedy. Hier spielte er zum ersten Mal die Rolle des Handwerker Peters.
- Von 2017 bis 2022 war Kai Kramosta in der Adventszeit mit dem Kabarettprogramm Es weihnachtet schwer – Kabarett zum Festtagsstress auf Tour.
- Seit März 2020 spielt er als Handwerker Peters sein drittes Kabarettprogramm Das war schon vorher kaputt – Handwerker-Comedy.
- Während des kulturellen Corona-Lockdowns veröffentlichte Kramosta eine Handwerker-Serie auf Facebook und YouTube.[13]
- Handwerker Peters gibt es auch als Bus-Comedy-Show zu sehen – bei der Eifelfahrt, einer humoristischen Rundreise durch die Ferienregion Laacher See.[14]
- Seit November 2023 gastiert er in Theatern mit dem Handwerker-Peters-Comedyprogramm Drauß’ von der Baustell’ komm’ ich her – Weihnachts-Comedy.
- Das Sommer-Event Achtung: Handwerker im Urlaub mit Handwerker Peters gibt es seit Juni 2024.
- Als Handwerker Peters siegte Kramosta im Herbst 2024 beim Wettbewerb „Rheinland-Pfalz sucht den neuen Comedystar“ des Radiosenders RPR1 und ist seitdem dort mit der Serie Normal sollte das halten zu hören.
- 2025 erhielt Handwerker Peters den Koblenzer Kulturpreis sowie den Dattelner Kleinkunstpreis.

## Werke

### Soloprogramme
- Runde Sache – Ein Pfundskerl live (2010–2015)
- Normal müsste das halten – Handwerker-Comedy (2016–2019; erstmals als Handwerker Peters)
- Es weihnachtet schwer – Kabarett zum Festtagsstress (2017–2022)
- Das war schon vorher kaputt – Handwerker-Comedy (2020–2024; als Handwerker Peters)
- Drauß’ von der Baustell’ komm’ ich her – Weihnachts-Comedy (seit 2023; als Handwerker Peters)
- Achtung: Handwerker im Urlaub – Urlaubs-Comedy (seit 2024; als Handwerker Peters)
- Lachkräfte-Mangel – Abhilfe für Baustelle & Leben (seit 2025; als Handwerker Peters)

### Auszeichnungen
- 2020 Künstler des Jahres Comedy & Kabarett Jurypreis Das deutsche Künstlermagazin
- 2024 Rheinland Pfalz neuer Comedystar Hörerpreis RPR.1
- 2025 Dattelner Kleinkunstpreis Publikumspreis Stadt Datteln
- 2025 Koblenzer Kulturpreis Jurypreis Kowelenzer Schängelkultur 2021 e. V.

### Bücher
- Die Entwicklung der Figuren Winnetou und Old Shatterhand in Karl Mays Abenteuern. IFB Verlag, Paderborn 2012, ISBN 978-3-942409-26-1.[3]
- Darf der Kleine ein Stück Wurst? Aus dem Leben eines Pfundskerls. kramosta Verlag, Nickenich 2014, ISBN 978-3-00-044803-4.
- Wo die Kühe nicht lila sind. Dorfkinder leben besser. Nova MD, Vachendorf 2018, ISBN 978-3-96111-329-3.
- Lach-Baustelle. Das Witze-Buch für Handwerker. (als Handwerker Peters) Nova MD, Vachendorf 2022, ISBN 978-3-9859542-5-4.
- Achtung: Handwerker im Urlaub. Das lustige Sommer-Reise-Buch. (als Handwerker Peters) Nova MD, Vachendorf 2024, ISBN 978-3-9894265-8-0.

### Tonträger
- V.I.P. – Very Important Plautze. Vringsbröck Records, Köln 2014, EAN 4250782319883.
- Eifelhandwerker. Vringsbröck Records, Köln 2017, ISBN 978-3-96111-489-4.
- Weihnachtscomedy. Vringsbröck Records, Köln 2018, ISBN 978-3-96443-490-6.